# Alphonse Boistel
Alphonse Barthélémy Martin Boistel ( 1836 – 1908 ) fue un jurista, naturalista, y micólogo francés.

## Biografía
En 1866, asume el puesto de profesor de derecho civil en Grenoble, y de 1870 a 1879, enseña derecho comercial en París.
De 1875 a 1907 dirige la revista "Revue général du droit".
Apasionado por la historia natural, se interesa especialmente por los líquenes.

## Honores
Preside la Sociedad geológica de Francia, y se retira en 1907.

## Algunas publicaciones
- De la nullité et de la résolution de la vente et du partage (C. de Mourgues, Paris, 1859) — tesis de graduación
- De la puissance du père sur la personne de ses enfants en droit romain et en droit français (Imprenta de E. Donnaud, Paris, 1863) — tesis de doctorado
- Le Droit dans la famille. Études de droit rationnel et de droit positif (A. Durand, Paris, 1864
- De la Méthode dans les sciences morales (Imprenta de Maisonville & hijos, Grenoble, 1868)
- Cours élémentaire de droit naturel ou de philosophie du droit, suivant les principes de Rosmini. E. Thorin, Paris, 1870
- Précis du cours de droit commercial, professé à la Faculté de droit de Paris. E. Thorin, Paris, 1875, reeditado en 1876, 1878, 1884
- Théorie juridique du compte-courant. E. Thorin, Paris, 1883 (en castellano: Teoría jurídica de la cuenta corriente. Ed. Aurelio Lomeli, Imprenta Victoria. 153 pp. 1924)
- Manuel de droit commercial, à l'usage des étudiants des Facultés de droit et des Écoles de commerce. E. Thorin, Paris, 1887, reeditado en 1888 y en 1889
- Cours de philosophie du droit professé à la faculté de droit de Paris (dos vols. A. Fontemoing, Paris, 1899
- Príncipes de métaphysique nécessaires à l'étude de la philosophie du droit. A. Fontemoing, Paris, 1899
- Nueva Flora de líquenes para la determinación fácil de las especies sin microscopio ni reactivos, con 1178 figuras inéditas diseñadas del natural por el autor, representando todas las especies de Francia y las especies comunes de Europa : 1ª parte (parte elemental); seguida de Nueva flora sirviendo en la determinación de todas las especies, variedades y formas señaladas en Francia, con sus caracteres microscópicos y sus reacciones químicas : 2ª parte (parte científica). Paul Dupont, Paris, 1902, reeditado en 1904, 1913, 1972 y 1986 — obra que da seguimiento a Nouvelle Flore de Gaston Bonnier (1851-1922) y de Georges de Layens, 1834-1897

- La abreviatura «Boistel» se emplea para indicar a Alphonse Boistel como autoridad en la descripción y clasificación científica de los vegetales.[1]